# 阿戛塔耳库斯
阿戛塔耳库斯（英語：Agatharchus），约活动于公元前5世纪前后。古希腊画师之一，萨摩斯人，公元前440年至公元前410年为其创作期。他于雅典从事创作，并在公元前430年前后，绘制了阿尔西比德房舍内的壁画——有关此类装饰的最早记载。他还曾为埃斯库罗斯所作的一部戏剧绘制过布景。此外，他还撰写了一部关于布景绘制的专论，从而启发了阿纳克萨哥拉斯和德谟克利特对透视规律的探索。

## 扩展阅读
- 本条目包含来自公有领域出版物的文本: Chisholm, Hugh (编).  (第11版). London: Cambridge University Press. 1911.